# Ebefrenia
L'ebefrenia (conosciuta anche con il nome di psicosi della giovinezza) è una delle forme in cui può presentarsi la schizofrenia.
Questo disturbo psichiatrico fa la sua comparsa generalmente nei giovani. Etimologicamente, deriva dal greco hḗbē ‘giovinezza’ e -frenia. Il termine fu coniato nel 1871 da Karl Ludwig Kahlbaum ed Ewald Hecker che la descrissero dapprima come sindrome autonoma.
La forma ebefrenica è caratterizzata da comportamenti confusionali e incoerenti; l'ebefrenico rivela la volontà di abbandonare la lotta, di non crescere psicologicamente per non dover competere e esser sottoposto al giudizio o alla disapprovazione degli altri o confrontarsi con la loro aggressività; crescendo con l'età digredisce mentalmente. È talvolta chiamata anche schizofrenia ebefrenica, oppure schizofrenia disorganizzata. 
Seppur tutti i sottotipi della schizofrenia (paranoide/indifferenziato/residuale/catatonico/ebefrenica) sono stati rimossi nella nuova edizione del Manuale diagnostico e statistico dei disturbi mentali, per via della loro scarsa stabilità diagnostica e affidabilità, il termine "ebefrenia" è usato ancora in psichiatria per descrivere il quadro clinico dei sintomi.

## Sintomatologia
I sintomi iniziali sono irascibilità, nevrosi, apatia; a volte possono presentarsi anche stati emotivi non giustificati (per esempio allegria o tristezza immotivate) o improvvise crisi di ansia.
Col trascorrer degli anni la malattia evolve, con l'insorgere di asocialità, disturbi affettivi, distacco dalla realtà, allucinazioni, comportamenti violenti, fino alla distruzione della personalità.

## ICD-10
La quinta edizione della Classificazione Statistica Internazionale delle Malattie e dei Problemi Sanitari Correlati (ICD-10) del 2016, alla voce Schizofrenia ebefrenica, riporta la seguente definizione:
F20.1 Schizofrenia ebefrenica 
Forma di schizofrenia in cui predominano alterazioni dell'affettività, deliri e allucinazioni fluttuanti e frammentari, comportamento irresponsabile e imprevedibile e manierismi frequenti. L'umore è fatuo e inappropriato, il pensiero è disorganizzato e l'eloquio è incoerente. È presente una tendenza all'isolamento sociale. Di solito la prognosi è sfavorevole per il rapido sviluppo di sintomi "negativi", soprattutto appiattimento affettivo e perdita di iniziativa. L'ebefrenia dovrebbe essere di norma diagnosticata soltanto in adolescenti o giovani adulti.